# Mars der Medici
Der Konzertmarsch Mars der Medici (auch als Marsch di Medici bezeichnet) wurde im Jahr 1938 vom Niederländer Johan Wichers komponiert. Das Musikstück gilt als eines der bedeutendsten Werke seiner Karriere als „holländischer Marschkönig“ und genießt einen hohen internationalen Bekanntheitsgrad.
Ein besonderes Charakteristikum des Mars der Medici ist sein überaus melodisch gestaltetes Trio, in dem effektvoll dynamische Wechsel und einfache, aber sehr klangvolle Harmonien eingesetzt werden. Das melodische Thema wird zunächst von Tenorhorn, Bariton und 1. Posaune geblasen, in der Wiederholung kommen die Flügelhörner und Trompeten hinzu. Schließlich wird im dritten Teil noch sehr effektvoll über die Hauptmelodie eine Nebenmelodie der Klarinetten gelegt.
Der Mars der Medici hat entgegen einer weit verbreiteten Annahme nichts mit dem gleichnamigen italienischen Adelsgeschlecht zu tun. Wichers widmete ihn den Ärzten (lateinisch medici), die ihn 1938 während eines längeren Krankenhausaufenthalts behandelten. Wohl um den gefälligen Titel zu erhalten, wurde auf eine entsprechende Übersetzung ins Deutsche verzichtet.
Mars der Medici ist Truppenmarsch des Bundeswehrzentralkrankenhauses in Koblenz.